# Roromaraugi
Un roromaraugi è uno scudo parata dell'isola di San Cristobal nelle isole Salomone.

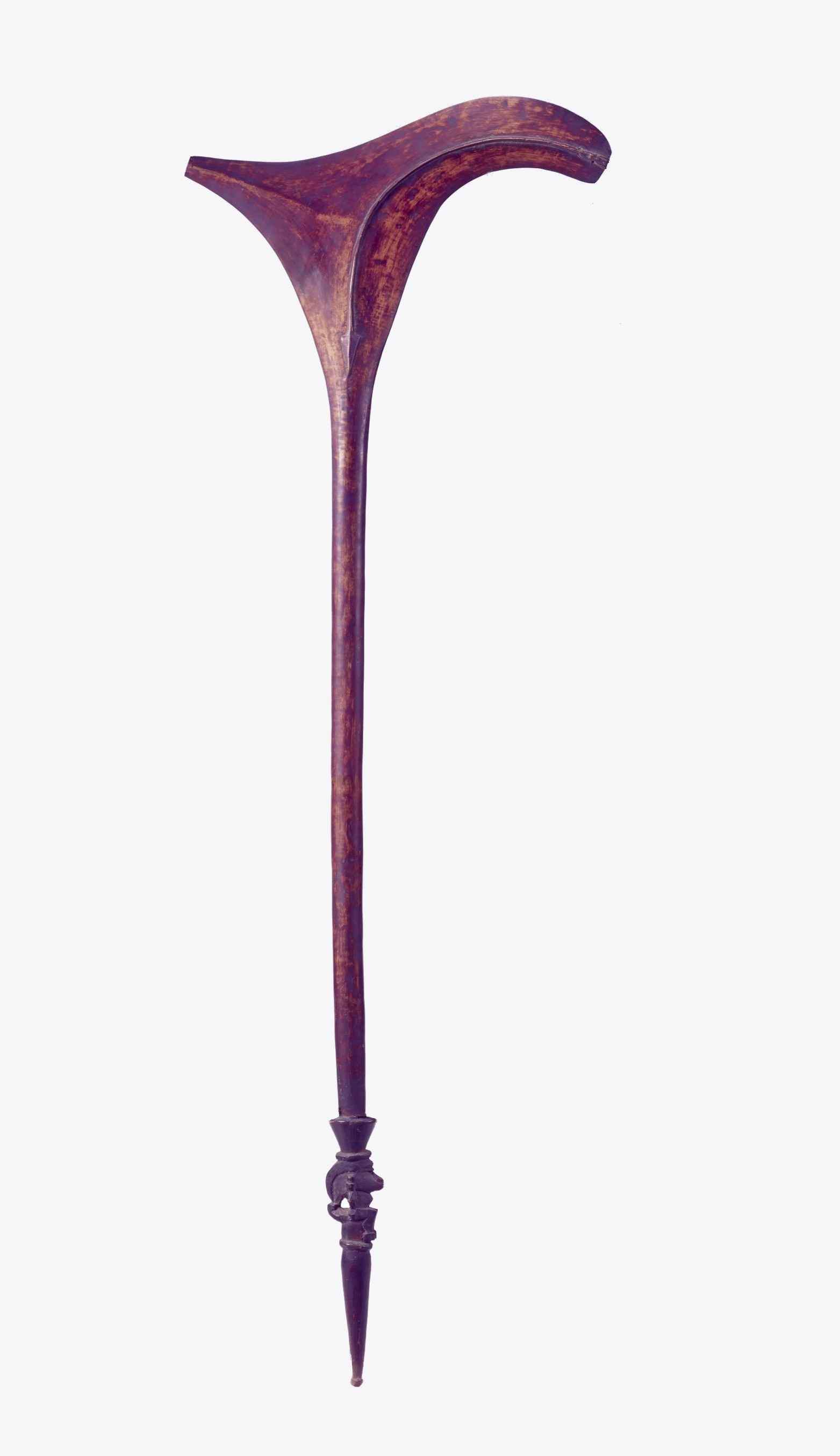
Roromaraugi

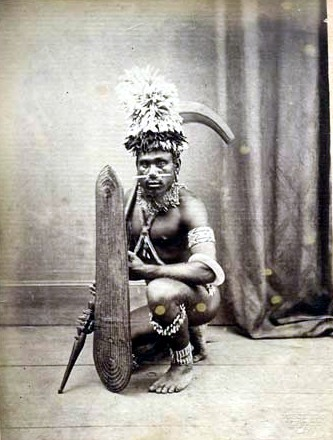
Guerriero che tiene un roromaraugi nella mano destra

Era usato per deviare le frecce e le lance del nemico. Ha una testa a forma di becco largo o a forma di boomerang o falce che è separata da una cresta centrale ben marcata e ha un ergot nella parte posteriore. Il manico è spesso completato da una scultura antropomorfa e il tutto è fatto in legno duro. È stato utilizzato anche durante le danze di guerra e misura più o meno 150 cm. Non deve essere confuso con il qauata che non ha alcun ergot e sembra una foglia.